# 共产主义运动中的“左派”幼稚病
《共产主义运动中的“左派”幼稚病》是弗拉基米尔·列宁写于1920年的著作。

## 簡述
列寧在该著作批評了较布尔什维克更为左翼化的各种反對者。这些反對者後來大多成为左翼共产主义及委員會共產主義的拥护者，当年該著作的內容被翻译为俄语、德语、英语和法语出版。在共产国际第二次代表大会上，每位代表分获得了一份副本。

## 回應
左翼共產主義的代表人物之一赫爾曼·高特於1921年向列寧發了一封公開信，指責列寧誤解了他們的立場，而且不了解歐美國家的革命形勢，只是試圖強行把其在俄羅斯所使用的革命方式再次用在歐美國家身上，高特聲稱工人階級在歐美國家國內是孤立的，受到其他所有階級的仇視，而且當地人深受資產階級意識形態所影響，在高特看來，歐美國家所擁有的生產力已經達到很高的水平，革命有足夠的物質條件爆發，但只是因大部份勞動者仍未接受馬克思主義一事而不願意發動革命，故此高特主張與所有資產階級政黨及工會等很多類型的組織斷絶關係，並且不斷向勞動者宣揚馬克思主義以喚起他們的革命熱情。後世的一些列寧主義者對高特所提出的意見作出了回應。